# Turraea sericea
Turraea sericea là một loài thực vật có hoa trong họ Meliaceae. Loài này được Sm. miêu tả khoa học đầu tiên năm 1789.